# Dharamjaigarh
Dharamjaigarh là một thị xã và là một nagar panchayat của quận Raigarh thuộc bang Chhattisgarh, Ấn Độ.

## Nhân khẩu
Theo điều tra dân số năm 2001 của Ấn Độ, Dharamjaigarh có dân số 13.603 người. Phái nam chiếm 50% tổng số dân và phái nữ chiếm 50%. Dharamjaigarh có tỷ lệ 64% biết đọc biết viết, cao hơn tỷ lệ trung bình toàn quốc là 59,5%: tỷ lệ cho phái nam là 72%, và tỷ lệ cho phái nữ là 55%. Tại Dharamjaigarh, 14% dân số nhỏ hơn 6 tuổi.